# Mountain View (Washington)
Mountain View az Amerikai Egyesült Államok északnyugati részén, Washington állam Whatcom megyéjében elhelyezkedő önkormányzat nélküli település.
Mountain View postahivatala 1891 és 1908 között működött. A település nevét az innen nyíló kilátásról kapta.

## Fordítás
- Ez a szócikk részben vagy egészben  a   Mountain View, Washington című angol Wikipédia-szócikk ezen változatának fordításán alapul.  Az eredeti cikk szerkesztőit annak laptörténete sorolja fel. Ez a jelzés csupán a megfogalmazás eredetét és a szerzői jogokat jelzi, nem szolgál a cikkben szereplő információk forrásmegjelöléseként.